# Мордхе Шехтер
Мордхе Шехтер (їд. מרדכי שעכטער; 1 грудня 1927, Чернівці, Румунське королівство — 15 лютого 2007, Нью-Йорк, США) — американський лінгвіст-германіст, лексикограф, діалектолог і педагог, спеціаліст з їдишу.

## Біографія
Народився 1927 року в Чернівцях, на той час у складі Румунського королівства, в сім'ї зі Звенячини. Навчався в єврейській школі там же, а після приєднання 1940 року Північної Буковини до СРСР — в радянській єврейській школі № 18 з навчанням на їдиші. Того ж 1940 року його батька Біньюмена Шехтера заарештували і він загинув у таборі двома роками пізніше. З окупацією Буковини румунськими військами під час Другої світової війни Мордхе Шехтер з матір'ю (Ліфшею Відман) і старшою сестрою Бейлою були ув'язнені в Чернівецькому гето, а 1944 року звільнені радянськими військами і наступного року репатрійовані до Румунії.
Деякий час вивчав лінгвістику в Бухарестському університеті, у 1947—1951 роках перебував з сім'єю в таборі для переміщених осіб у Відні, де продовжив навчання у Віденському університеті і там же на кафедрі компаративної лінгвістики захистив докторську дисертацію на тему «Aktionen im Jiddischen: Ein sprachwissenschaftlicher Beitrag zur Bedeutungslehre des Verbums» (1951). Перебуваючи у Відні, почав співпрацювати з Єврейським дослідницьким інститутом (YIVO).
1951 року прибув з сім'єю до США, як перекладач служив у військовій розвідці під час Корейської війни. Після демобілізації оселився в Бронксі, де незабаром з кількома ентузіастами (серед них — славетний соціолінгвіст Шикл (Джошуа) Фішман) створив невелике поселення (так зване Бейнбриджівка), де основною мовою спілкування був їдиш, завдяки чому значна група дітей мала можливість зануритися в середовище цієї мови. Працював учителем їдишу в народній школі імені Шолом-Алейхема № 15 в Брукліні, викладав у Єврейської теологічної семінарії і Єшива-університеті. Тоді ж і далі працював у YIVO як бібліограф і коректор (1954—1956), а з 1970-х років і до 1986 року — головний редактор основної публікації ІВО-журналу «Їдише шпрах» (єврейська мова). 1958 року заснував при Інституті комітет зі впровадження стандартної орфографії їдишу. У 1957—2004 роках — головний редактор друкованого органу територіалістів, журналу «Афн швел» (на порозі). У популярних публікаціях часто користувався псевдонімом «реб мотеле Черневіцер» (רעב מאָטעלע טשערנעװיצער).
У 1961—1972 роках працював заступником редактора Уріеля Вайнрайха проєкту Атласу мови та культури ашкеназького єврейства (The Language and Culture Atlas of Ashkenazic Jewry), в рамках якого зібрали кілька тисяч стандартизованих лінгвістико-етнографічних інтерв'ю з носіями їдишу зі Східної та Центральної Європи. У 1980-і роки співпрацював у незавершеному проєкті «Великого словника їдишу».
З 1981 року і до виходу на пенсію 1993 року викладав у Центрі досліджень їдишу на факультеті німецьких мов у Колумбійському університеті, потім на літньому семінарі їдишу там же. 1964 року організував молодіжну організацію «Югнтруф» і керував нею до 2004 року.1979 року заснував у Нью-Йорку Лігу їдиша і був її директором до 2004 року. 1994 року нагороджений Премією Мангера за внесок у вивчення літературного їдишу.
Основні праці Шехтера пов'язані з різними питаннями лінгвістики їдишу, головним чином з лексикографією, плануванням, соціолінгвістикою, стандартизацією літературної мови. Протягом десятиліть вів постійну рубрику «Лайтіш маме-лошн» (природний їдиш) в журналі «Афн швелл», де консультував з різних питань слововживання, граматики та діалектології їдишу; опублікував кілька спеціалізованих тлумачних словників їдишу, зокрема ботанічної, академічної та гастрономічної термінології, а також термінології, пов'язаної з вагітністю, пологами і раннім розвитком дитини; низку робіт з орфографії, багаторазово перевидавався підручник їдишу для просунутих студентів, склав велике зібрання творів у двох томах народного поета бадхена Елокума Цунзера (1845—1913). Виховав кілька поколінь лінгвістів, що спеціалізуються в їдиші.
Бібліотека та картотека єврейської лексикографії Мордхе Шехтера зберігається в Бібліотеці Ейзенхауера Університету Джонса Гопкінса.

## Сім'я
- Сестра-поетеса Бейль Шехтер-Готтесман (їд. בײלע שעכטער-גאָטעסמאַן, 1920—2013), автор дитячих віршів і пісень на їдиші. Її син-фольклорист і журналіст Іцик Нахмен Готесман (англ. Itzik Gottesman, PhD), співробітник редакції газети «Форвертс»(їдиш), автор монографії «Defining the Yiddish Nation: the Jewish Folklorists of Poland» (2003).
- Дружина-концертмейстер Чарне Шехтер (уроджена Сап'ян; 1927—2014).
  - Дочка:
    - Ейдл (Фрумет-Ейдл) Резнік (нар. 1962)[22], викладач їдишу в Цфаті;
    - Суре-Рухл Шехтер[en] (нар. 1957), журналіст, співробітник редколегії і з 2016 року головний редактор газети «Форвертс» (їдиш);
    - Гітл (Добе-Гітл) Шехтер-Вішванат[en] (роду. 1958), поетеса (їдиш)[23].

  - Син-композитор і хормейстер Биньюмен Шехтер[en] (нар. 1963), засновник і диригент Єврейського філармонічного хору[en] (їд. «דער ייִדישער פֿילהאַרמאָנישער פֿאָלקסכאָר», англ. The Jewish People’s Philharmonic Chorus)[24][25].
  - Онук Арун Шахтер Вісванат — перекладач на їдиш романів про Гаррі Поттера і Пеппі Довгапанчоху[26][27][28][29].

## Монографії
- Mordche Schächter. Aktionen im Jiddischen: Ein sprachwissenschaftlicher Beitrag zur Bedeutungslehre des Verbums (Actions in Yiddish: a linguistic contribution to the theory of meaning in the verb; PhD dissertation). Phil. Diss. Universität Wien, 1951. — 260 с.
- דער אָרטאָגראַפֿישער װעגװײַזער — Guide to the Standardized Yiddish Orthography (посібник з стандартної орфографії ідишу, разом з Максом Вайнрайхом). Нью-Йорк: YIVO, 1961.
- The Works of Elyokum Zunser: A critical editio. Нью-Йорк: YIVO, 1964.
- מיט אַ גוטן אַפּעטיט: רשימה גאַסטראָנאָמישע טערמינען (Хорошого апетиту: словник гастрономічних термінів). Нью-Йорк — Кемден — Філадельфія: Foundation for a Living Yiddish, 1976.
- לײַטיש מאַמע-לשון (Природний ідиш: спостереження та рекомендації). Нью-Йорк: League for Yiddish, 1986.
- ענגליש-ייִדיש װערטערביכל פֿון אַקאַדעמישער טערמינאָלאָגיִע (English-Yiddish Dictionary of Academic Terminology). Нью-Йорк: League for Yiddish, 1988.
- טראָגן, האָבן און פֿריִיִקע קינדער-יאָרן (Pregnancy, Childbirth and Early Childhood: An English-Yiddish Dictionary). Нью-Йорк: League for Yiddish, 1991. — 196 с.
- קורס פֿון ייִדישער אָרטאָגראַפֿיִע (A Course of the Yiddish Orthography). 4-е издание. Нью-Йорк: League for Yiddish, 1996.
- דער אײנהײטלעכער ייִדישער אױסלײג מיט תּקנות פֿון ייִדישן אױסלײג (The Standardized Yiddish Orthography with The History of the Standardized Yiddish Spelling — Від народної мови до культурної мови: історія та правила стандартної орфографії ідишу). 6-е издание. Нью-Йорк: YIVO — League for Yiddish, 1999. — 215 с.
- ייִדיש צװײ: אַ לערנבוך פֿאַר מיטנדיקע און װײַטהאַלטערס — Yiddish II: An Intermediate and Advanced Textbook. Филадельфия: Institute for the Study of Human Issues, 1986; Нью-Йорк: League for Yiddish, 1993 и 1995; 4-е издание — Нью-Йорк: League for Yiddish, 2004. — 561 с.
- די געװיקסן-װעלט אין ייִדיש (Plant Names in Yiddish: A Handbook of Botanical Terminology). Нью-Йорк: YIVO Institute for Jewish Research, 2005.— 488 с[30].
- Comprehensive English-Yiddish Dictionary. Based on the lexical research of Mordkhe Schaechter. Edited by Gitl Schaechter-Viswanath and Paul Glasser. Bloomington: Indiana University Press, 2016. — 856 pp.; 2nd edition, revised and expanded — Bloomington: Indiana University Press, 2021. — 833 pp.